# Johannes Obleitner
Johannes Obleitner (* 30. April 1893 in Absam; † 8. Juli 1984 in Reith bei Seefeld) war ein österreichischer Bildhauer und Maler.

## Leben
Johannes Obleitner besuchte von 1909 bis 1911 die Staatsgewerbeschule in Innsbruck und von 1912 bis 1913 die Gewerbeschule in München. Nach dem Ersten Weltkrieg war er in Bildhauerwerkstätten in Leipzig, Dresden, Berlin und Frankfurt am Main tätig. Anfang der 1930er Jahre kehrte er nach Tirol zurück und lebte zunächst im Ötztal, dann in Zirl und seit 1939 in Leithen in der Gemeinde Reith bei Seefeld. 1972 wurde er dort zum Ehrenbürger ernannt.
Sein Bruder Karl Obleitner senior und dessen Sohn Karl Obleitner junior waren ebenfalls als Künstler tätig.
Obleitner schuf Malereien und Skulpturen, vorwiegend aus Holz, für kirchliche, öffentliche und private Auftraggeber. Sein Werk reicht von schlichten, volkstümlichen Darstellungen über Krippen und Larven für die Fasnacht bis zu anatomisch durchgestalteten, ausdrucksstarken Skulpturen, die sein Interesse für die italienische Renaissance und Andrea del Verrocchio zeigen.

## Werke
- Kriegerdenkmal Absam, 1921[1]

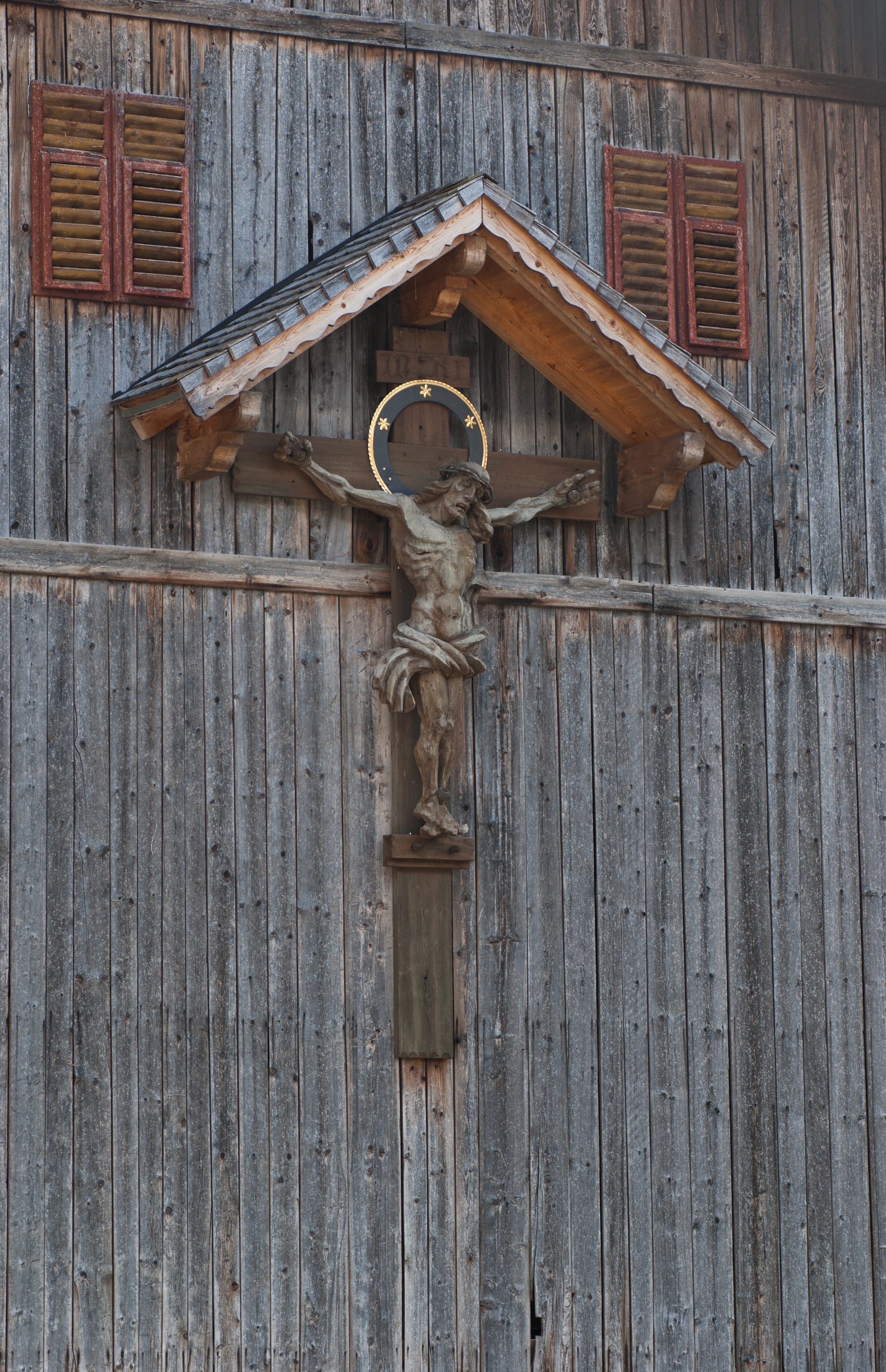
Kruzifix am Wagner-Hof in Baumkirchen

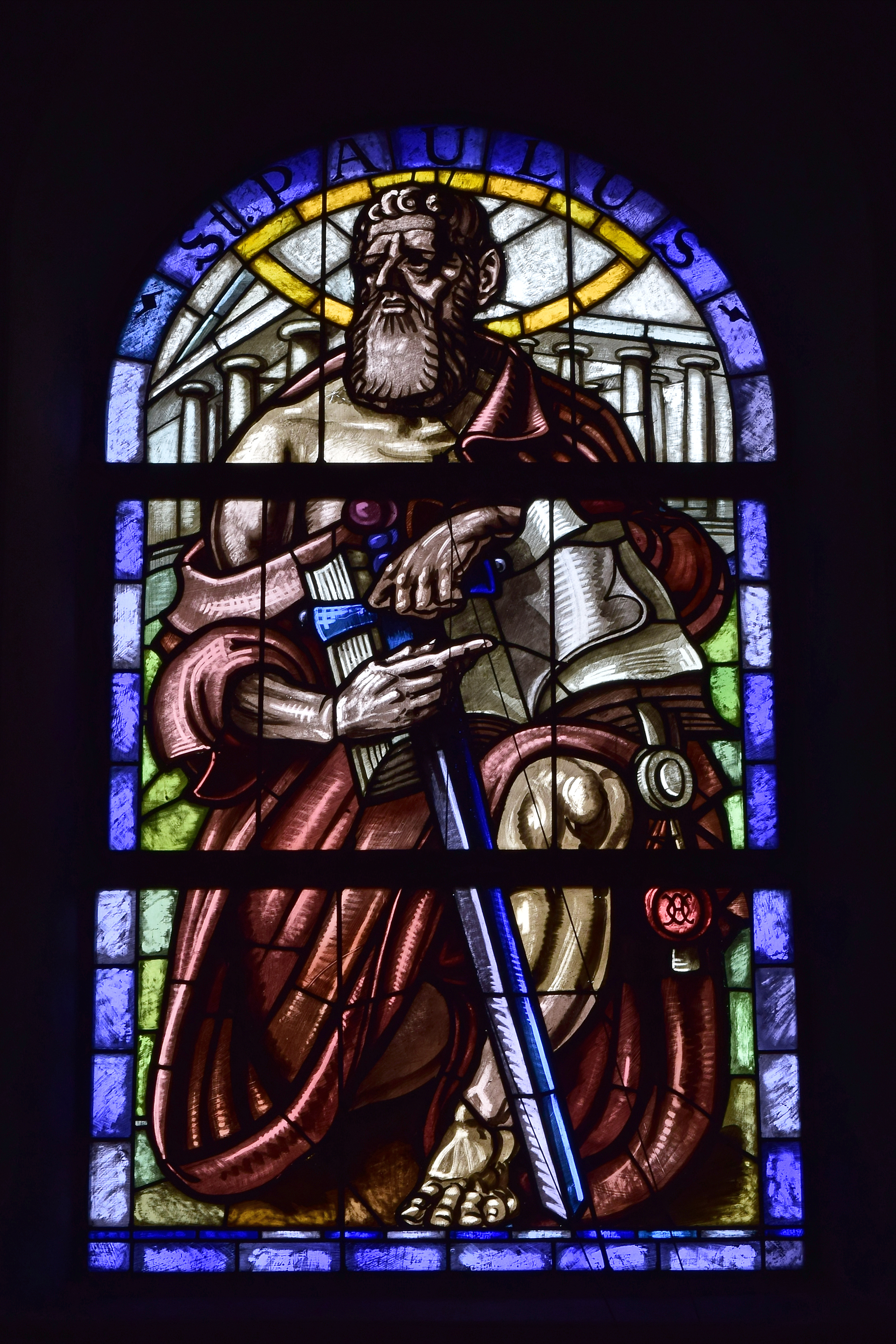
Glasfenster hl. Paulus, Pfarrkirche Reith bei Seefeld (1950)

- Kriegerdenkmal Innsbruck-St. Nikolaus, 1922[5]
- Kriegerdenkmal Inzing, 1923[4]
- Glasmalereifenster und Holzreliefs, Spielmannschlössl, Innsbruck-Höttinger Au, 1925–1927[6]
- Fresko hl. Georg mit Köpfen aus der germanischen Sagenwelt, Erlebniswerkstattl, Oetz, 1930[7]
- Fresken hl. Cäcilia und Ansicht der alten Kirche, ehemalige Pfarrkirche Sautens, 1930[8]
- Holzskulptur hl. Rochus, Rochusbrunnen, Sautens, um 1930[9]
- Holzreliefs mit Kreuzwegstationen, Kreuzweg zur Einsiedlerkapelle, Pettnau, um 1930[10]
- Deckenfresko Pietà, Marienkapelle, Pettnau, um 1930[11]
- Statue der hl. Barbara, Barbarabildstock in der Kitzweide, Gries am Brenner, 1936[12]
- Stube Familie Dr. Mumelter, Innsbruck,  geschlossen konzipierte  Einrichtung, Täfelung und sämtliche Möbel figural geschnitzt, ca. 1936
- Holzkruzifix und Holzplastik Kaiser Maximilians, Maximiliansgrotte in der Martinswand, 1936[13]
- Brunnenfigur, Dorfbrunnen Leithen, 1937[14]
- geschnitzte Fenstersäulen, geschnitzte Holzbalkendecke und Inventar des Trausaals, Rathaus Telfs, 1938–1940[15]
- Fassadenmalerei, Gasthaus Tengler, Innsbruck-Hötting, 1942[16]
- Hochaltar, Pfarrkirche Berwang, 1945
- Rosenkranzmadonna am Hochaltar, Seitenaltarreliefs Erzengel und hl. Familie, Schutzengelkirche, Innsbruck-Pradl, 1945 bzw. 1956/57[17]
- Wandgemälde Auferstehung Christi, Kriegerdenkmal Berwang, 1946[18]
- Holzskulptur des hl. Florian, Floriansbrunnen, Grins, 1947/48[19]
- Wandmalererei, Floriankapelle, Grins, 1948[20]
- Wandbild Hl. Drei Könige, Wohngebäude Roseler, Reith bei Seefeld, 1948[21]
- Wandbilder Auferstandener und Schmerzensmutter, Totenkapelle, Reith bei Seefeld, 1949[22]
- Schnitzreliefs an den Kirchentüren, Entwurf Glasmalereifenster, Pfarrkirche Reith bei Seefeld, 1949/50[23]
- Fassadenmalereien mit hll. Florian und Barbara und bäuerlichen Porträts, Mellaunerhof, Pettnau, um 1950[24]
- Brückenfigur hl. Christophorus, Innbrücke bei Silz, 1954[25]
- Brunnensäule und Skulptur hl. Georg, Georgsbrunnen, Oetz, 1954[26]
- Sgraffiti, Wohn- und Geschäftsgebäude Schmied, Reith bei Seefeld, 1955[27]
- Ausstattung, Kriegergedächtniskapelle Pettnau, um 1955[28]
- Fassadenmalerei mit Scheinarchitektur, Heiligendarstellungen, allegorischen Szenen u. a., Kraxnerhaus, Silz, 1957[29]
- Wandmalereien Schulkinder und Reither Ichtyolgewinnung, Volksschule Reith bei Seefeld, 1958[30]
- Kruzifix, Kriegerdenkmal Eben am Achensee, 1959[31]
- Altarbild hl. Nikolaus, Nikolauskapelle, Reith bei Seefeld, um 1960[32]
- Brunnensäule und Figur hl. Christophorus, Christophorusbrunnen, Reith bei Seefeld, 1967[33]
- Wandbild Gründung der Schützengilde, Bezirks-Schießstand Hall-Mils, Mils, 1968[34]
- Keramikrelief Maria mit Kind, Gasthaus Schanz, Ebbs, 1975[35]
- Holzskulptur Maria mit Kind, Marienbrunnen, Rietz[36]
- Hauskreuz Wagner, Baumkirchen[37]